# كايل برادي
كايل برادي (بالإنجليزية: Kyle Brady)‏ هو لاعب كرة قدم أمريكية أمريكي، ولد في 14 يناير 1972 في كامب هيل في الولايات المتحدة.

## وصلات خارجية
- كايل برادي على موقع مرجع كرة القدم المحترفة.كوم (الإنجليزية)